# Stăuceni, Botoșani
Stăuceni là một xã thuộc hạt Botoșani, România. Dân số thời điểm năm 2002 là 3299 người.